# Bitter Flowers
Bitter Flowers è un film del 2017 diretto da Olivier Meys.
La pellicola, una coproduzione internazionale tra Belgio, Francia, Svizzera e Cina, è stata presentata in anteprima al Chicago International Film Festival. Ha ottenuto quattro candidature ai premi Magritte 2019, tra cui miglior film e miglior regia per Meys, vincendo come migliore opera prima.

## Trama
Lina, una donna cinese piena di ambizioni, decide di lasciare la sua terra natia nella speranza di trovare un futuro migliore in Francia. Una volta arrivata a Parigi, scopre di non poter lavorare come tata presso una famiglia benestante di origini straniere e, di conseguenza, lo stipendio che le era stato promesso diviene una crudele illusione. Per guadagnare quanto basta per ripagare i suoi debiti in Cina, Lina è costretta a prostituirsi, creando una rete di bugie che si rivelano necessarie per mantenere vivo il suo sogno.

## Riconoscimenti
- 2019 – Premio Magritte[1]
  - Migliore opera prima a Olivier Meys
  - Candidato a miglior film
  - Candidato a miglior regista a Olivier Meys
  - Candidato a migliore sceneggiatura a Olivier Meys, Marteen Loix
- 2017 – Chicago International Film Festival[2]
  - Candidato a miglior film